# Route nationale 22 (Guinée)
Pour les articles homonymes, voir Route nationale 22.
La Route nationale 22 (N22) est une route nationale en république de Guinée, commençant à Gougoube à la sortie de la N24 et se terminant à Hafia à l'accès de la N5. Elle mesure 135 kilomètres de long.

## Tracé
- Gougoubhe
- direndanga
- Timbi madina
- Hafla